# 外孫
外孫（がいそん）は、父系制の家族制度のもとで、他家に嫁いだ娘が生んだ子のこと。「そとまご」とも言う。
戦後の日本においては、内孫（嫡孫）と外孫の違いはあまり意識されることはなく、外孫の語が用いられることも少ない。

## 相続関係
皇室においては、外孫による家督の相続は認められていない。ただし、嫁いだ相手が親王、王であった場合にはこの限りではない。しかし、現行の皇室典範の規定では、内親王・女王が他の宮家の親王・王に嫁いで男子を得たとしても、外孫であるこの男子は、生家の家督を相続することはできず、生家本体に嫡男がない場合、家は断絶となる（ただし、母の生家の家名を再び賜り再興する、母の生家の別名を名乗って祭祀を継承する継承宮家を興すことは可能である）。
公家・武家においては、外孫による相続は珍しくなく、摂家5氏や大名級でも外孫による相続の例が存在する。近衛家を継いだ近衛信尋（皇別摂家の鼻祖とされる）、戦国大名吉川家を相続した吉川元春、米沢藩主上杉家を相続した上杉綱憲は、他家に嫁いだ同家の姫が生んだ男子であり、当主の外孫にあたる。また、黒田継高も宮内、重政、長経の男子を全て失った後、外孫による相続を考えていたことが伝わっている。